# گروه بوهلر
گروه بوهلر (انگلیسی: Bühler Group) شرکت مهندسی سوئیسی است، که در سال ۱۸۶۰ تأسیس شد.